# Clancy (Montana)
Clancy é uma Região censo-designada localizada no estado americano de Montana, no Condado de Jefferson.

## Demografia
Segundo o censo americano de 2000, a sua população era de 1406 habitantes.

## Geografia
De acordo com o United States Census Bureau tem uma área de
92,6 km², dos quais 92,6 km² cobertos por terra e 0,0 km² cobertos por água. Clancy localiza-se a aproximadamente 1293 m acima do nível do mar.

## Localidades na vizinhança
O diagrama seguinte representa as localidades num raio de 16 km ao redor de Clancy.